# Thomas Andersson (ishockeydomare)
Thomas Andersson, svensk ishockeydomare bosatt i Gävle. Han var en av två proffsdomare under säsongen 2007/2008.
Han dömde bland annat i SM-finalen 2005 där Frölunda Indians blev svenska mästare och finalen i VM i ishockey 2005. Andersson var en av två svenska huvuddomare i OS i Turin.
Under säsongen 2009/2010 införde hockeyligan nummer istället för namn på domarnas tröjor. Thomas Andersson har tröjnummer 10.

## Utmärkelser
- SICO:s guldpipa: 2004, 2005, 2006 och 2007.